# Trepant de percussió

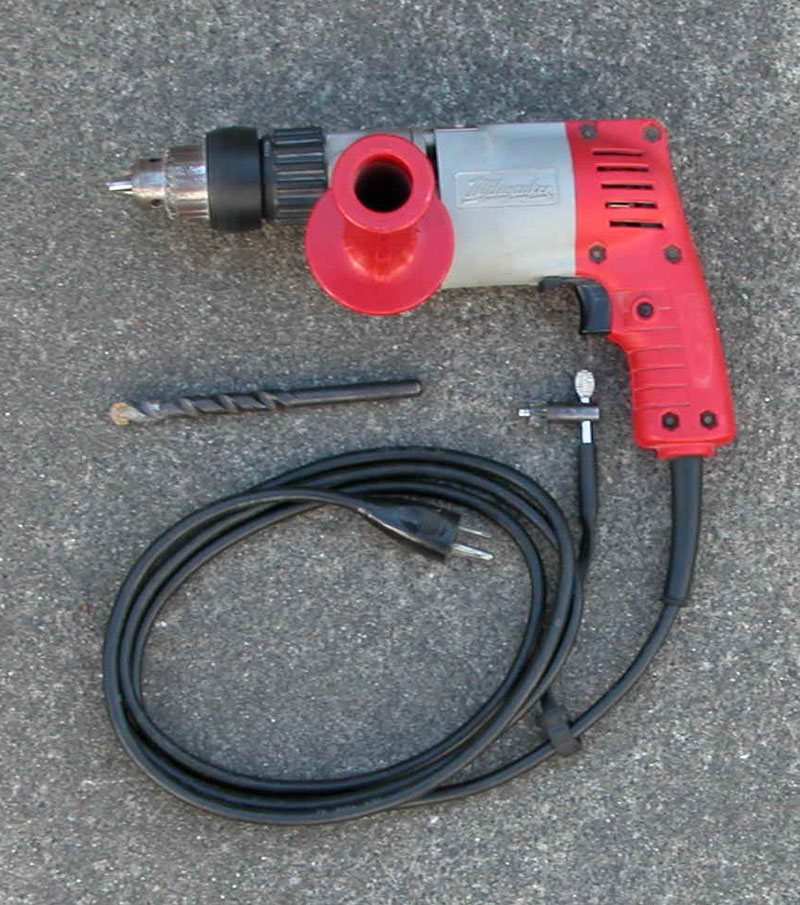
Un trepant d'impacte amb cable al costat d'una broca d'impacte d'impacte.

Un trepant de percussió, també conegut com a trepant  percutor o trepant d'impacte , és una eina elèctrica utilitzada principalment per perforar materials durs. És un tipus de trepant rotatiu amb un mecanisme d'impacte  que genera un moviment de martelleig. El mecanisme de percussió proporciona una successió ràpida de curts cops d'impacte per polvoritzar el material que s'ha de perforar, per tal de proporcionar una perforació més ràpida amb menys esforç. Si el mecanisme d'impacte  d'un trepant percutor es pot desactivar, l'eina es pot utilitzar com un trepant convencional per realitzar també tasques com ara cargolar.

## Història
Principal tècnica de perforació de l'antiga Xina,  la perforació per percussió, va ser inventada durant la dinastia Han. El procés implicava de dos a sis homes que saltaven sobre una palanca a intervals rítmics per aixecar una pesada d'impacte  de ferro unida a llargs cables de bambú des d'una torre de perforació de bambú. Utilitzant broques de ferro colat  i eines construïdes amb bambú, els primers xinesos van poder utilitzar la perforació de percussió per perforar forats a una profunditat de 3,000 ft (910 m). La construcció de grans pous va trigar més de dues o tres generacions de treballadors a completar-se. Les màquines de perforació amb eines de cable desenvolupades pels primers xinesos implicaven aixecar i deixar caure una pesada cadena d'eines de perforació per aixafar les roques en fragments diminuts. A més a més, els xinesos també utilitzaven un capçal de tall fixat a varetes de bambú per perforar a profunditats de 915 m (3,002 ft). L'aixecament i la baixada de les col·lisions de perforació de bambú permetien que la màquina perforadora penetrés en formacions rocoses menys denses i no consolidades.
El 1848, JJ Couch va inventar el primer trepant de percussió pneumàtic.
L'origen del primer perforador d'impacte és motiu de controvèrsia. L'empresa alemanya Fein va patentar una Bohrmaschine mit elektro-pneumatischem Schlagwerk ("trepant amb mecanisme de percussió electropneumàtic") el 1914. L'empresa alemanya Bosch va produir el primer "Bosch-Hammer" al voltant de 1932 en producció en massa. L'empresa nord-americana Milwaukee Electric Tool Corporation afirma que el 1935 venia una màquina lleugera1⁄4 in (6.4 mm) martell perforador elèctric (acció de lleva).
Els trepants de percussió de maneta manual es van fabricar al Regne Unit a mitjans del segle XX.

## Disseny
Els trepants percutors tenen un mecanisme de martelleig de percussió o acció de lleva, en què dos conjunts d'engranatges dentats interactuen mecànicament entre si per martellejar mentre gira la broca d'impacte. Amb els trepants d'acció de lleva, el mandril té un mecanisme pel qual tot el mandril i la broca d'impacte es mouen endavant i enrere sobre l'eix de rotació.
Aquest tipus de trepant s'utilitza sovint amb o sense l'acció del martell, però no és possible utilitzar l'acció del martell sola, ja que és la rotació sobre les lleves la que provoca el moviment del martell. Un martell perforador té un embragatge especialment dissenyat que li permet no només girar la broca d'impacte , sinó també introduir-la i treure-la (al llarg de l'eix de la broca).
La distància real que recorre la broca d'impacte cap a dins i cap a fora i la força del seu cop són molt petites, però l'acció de martelleig és molt ràpida: milers de "BPM" (cops per minut) o "IPM" (impactes per minut). Tot i que cada cop té una força relativament baixa, aquests milers de cops per minut són més que suficients per poder perforar el formigó o un maó, utilitzant la falca de carbur de la broca de maçoneria per arribar a polvoritzar-los.
Per aquest motiu, un perforador d'impacte perfora molt més ràpid que un perforador normal a través de formigó, maó i fusta gruixuda. En proves de velocitat de perforació estandarditzades, els martells perforadors més eficaços milloren la velocitat de perforació en més d'un 30% en comparació amb completar la mateixa tasca amb el mode d'impacte  desactivat.

## Usos
Es necessita fer forats en materials durs per poder-hi posar cargols d'ancoratge, cargols de formigó i tacs de paret. Els perforadors d'impacte no s'utilitzen normalment per a la perforació de la construcció, sinó més aviat per a la perforació ocasional de forats en formigó, maçoneria o pedra. També s'utilitzen per perforar forats en fonaments de formigó per subjectar motlles de parets de formigó i per perforar forats en terres de formigó per subjectar l'estructura de les parets. Els trepants rotatius amb eix d'accionament ranurat o sistema d'accionament ranurat (SDS) s'utilitzen més habitualment com a eines de perforació de maçoneria dedicades a la construcció. El sistema va ser dissenyat per Bosch l'any 1975 i significa "Stecken – Drehen – Sichern", que en alemany significa "Insert - Twist - Secure".
Els perforadors d'impacte gairebé sempre tenen una palanca o interruptor que bloqueja l'"embragatge de martell" especial, convertint l'eina en un trepant convencional per a treballs de fusta o metall. Els perforadors d'impacte són més cars i voluminosos que els perforadors normals, però són preferibles per a aplicacions on es desconeix el material a perforar, blocs de formigó o muntants de fusta. Per exemple, un electricista que munta una caixa elèctrica a una paret podria utilitzar el mateix trepant per perforar bigues de fusta (martell desactivat) o parets de maçoneria (martell activat).